# Зекінья ді Абреу
Жозе́ Ґо́мес ді Абре́у, порт. José Gomes de Abreu, відоміший як Зекі́нья ді Абре́у, порт. Zequinha de Abreu (19 вересня 1880 – 22 січня 1935) — бразильский музикант і композитор.
Народився в Santa Rita do Passa Quatro, штат Сан-Паулу. Більшу частину його творчості зараз забуто, але його мелодія в стилі «шоро» під назвою «Горобець у куліші» («Tico-Tico no Fubá», 1917), оригінальна назва — «Горобець у борошні» («Tico-Tico no Farelo») набула великої популярністі й утримує її вже понад століття. Вона відома в багатьох аранжуваннях та інтерпретаціях. Ді Абреу також є автором популярних мелодій «Branca» і «Tardes de Lindóia».
Помер в Сан-Паулу у віці 54 років.